# Psectra irregularis
Psectra irregularis is een insect uit de familie van de bruine gaasvliegen (Hemerobiidae), die tot de orde netvleugeligen (Neuroptera) behoort. 
Psectra irregularis is voor het eerst wetenschappelijk beschreven door Carpenter in 1961.